# ARD-Kinderradionacht
Die ARD-Kinderradionacht ist ein Sonderprogramm der ARD für Kinder. Sie findet einmal jährlich von 20:05 bis 01:00 Uhr statt. Die Sendung ist per Radio, Live Stream und zum Nachhören deutschlandweit erhältlich.

## Bisherige Sendungen
Themen bisheriger Kinderradionächte waren:
| Jahr | Titel                                                       |  |
| 2004 | Cornelia-Funke-Hörnacht                                     |  |
| 2006 | Piraten                                                     |  |
| 2007 | Auf nach Taka-Tuka-Land                                     |  |
| 2008 | Wenn Träume Feuer speien                                    |  |
| 2009 | Verdacht nach 8                                             |  |
| 2010 | querweltein                                                 |  |
| 2011 | Einfach tierisch!                                           |  |
| 2012 | Burgen, Ritter, Spukgewitter                                |  |
| 2013 | Mit Überschall ins All                                      |  |
| 2014 | Flossen hoch                                                |  |
| 2015 | Genial                                                      |  |
| 2016 | Abgefahren                                                  |  |
| 2017 | Funkeln im Dunkeln                                          |  |
| 2018 | Superheldenhaft                                             |  |
| 2019 | Fertig? Los! – Die sportliche ARD-Kinderradionacht          |  |
| 2020 | Auf in die Zukunft                                          |  |
| 2021 | Psst … geheim                                               |  |
| 2022 | Frisch verhext!                                             |  |
| 2023 | Schlafen? Nö! – Die ARD-Kinderradionacht lauscht ins Dunkle |  |